# Kornelówka (Lublin)
Pour les articles homonymes, voir Kornelówka.
Kornelówka (prononciation [kɔrnɛˈlufka]) est un village de la gmina de Sitno, du powiat de Zamość, dans la voïvodie de Lublin, situé dans l'est de la Pologne.
Il se situe à environ 4 kilomètres au nord-ouest de Sitno (siège de la gmina), 8 kilomètres au nord-est de Zamość (siège du powiat) et 76 kilomètres au sud-est de Lublin (capitale de la voïvodie).

## Administration
De 1975 à 1998, le village est attaché administrativement à l'ancienne voïvodie de Zamość.
Depuis 1999, il fait partie de la nouvelle voïvodie de Lublin.